# Pescado pango
El pescado pango o pango de pescado es un plato gastronómico originario de las comunidades amazónicas del Perú. Es uno de los platos más consumidos en las urbes del oriente peruano.

## Descripción
El pango de pescado es un plato originario de los pueblos amerindios en lo que en la actualidad es el departamento de Loreto, en el Perú. El primer registro del pango se da en los escritos del misionero católico Franz Xavier Veigl en el siglo siglo XVII en la Comandancia General de Maynas.
Su preparación es simplemente de agua hervida con la carne de pescado salada, suele ir acompañado de trozos de yuca o plátano sancochado, además de ají de cocona. Algunos pangos son preparados con pescado fresco, el Ministerio del Ambiente del actual gobierno peruano considera al plato amazónico como una de las comidas más nutritivas, y esta entre sus comidas utilizadas para sus campañas de alimentación contra la anemia.
Dependiendo la carne de pescado, el pango recibe el nombre local del pescado con la que es acompañado; como el paiche pango (derivado del Arapaima gigas) o pango de palometa (derivado del Mylossoma albiscopum).